# Yvon Le Roux
Yvon Le Roux (Plouvorn, 19 aprile 1960) è un ex calciatore francese, di ruolo difensore.

## Palmarès

### Club
- Campionato francese: 1

1988-1989
- Coppa di Francia: 1

1988-1989

### Nazionale
- Campionato d'Europa: 1

Francia 1984